# احمد خمیسی
احمد خمیسی (انگلیسی: Ahmed Al-Khamisi؛ زادهٔ ۲۶ نوامبر ۱۹۹۱) بازیکن فوتبال اهل عمان است.
از باشگاه‌هایی که در آن بازی کرده‌است می‌توان به باشگاه السویق و باشگاه فوتبال ظفار اشاره کرد.
وی همچنین در تیم ملی فوتبال عمان بازی کرده‌است.